# Європейська система швидкого оповіщення про харчові продукти і корми
Європейська система швидкого оповіщення про харчові продукти і корми (Rapid Alert System for Food and Feed, RASFF) — система швидкого оповіщення Європейської Комісії, діє з 1979 року.
Служби системи працюють цілодобово, і повідомлення про виявлені харчові ризики (нотифікації) розповсюджуються в найкоротший термін. І як тільки з'являється нотифікація, постачальник миттєво відкликає свою продукцію з торгових полиць ЄС.

## Виноски
1. ↑  «Африка в Європі». Автор: Іван Галенко.[недоступне посилання]